# Идлети
Идлети (груз. იდლეთი) — село в Грузии, на территории Каспского муниципалитета края (мхаре) Шида-Картли.

## География
Село находится в центральной части Грузии, на правом берегу реки Кавтуры (правый приток Куры), на расстоянии приблизительно 5 километров (по прямой) к юго-востоку от города Каспи, административного центра муниципалитета. Абсолютная высота — 661 метр над уровнем моря.

## Население
По результатам официальной переписи населения 2014 года, в Идлети проживало 263 человека (125 мужчин и 138 женщин). В национальной структуре населения грузины составляли 100 %.
| Год  | Население, человек |
| ---- | ------------------ |
| 2002 | 319                |
| 2014 | ↘ 263              |